# ماري آن فيتزجيرالد
ماري آن فيتزجيرالد (بالإنجليزية: Mary Anne Fitzgerald)‏ هي صحفية جنوب أفريقية، ولدت في 1945.